# Kurt Gödel
Kurt Friedrich Gödel ( Brno, 28. travnja 1906. – Princeton, 14. siječnja 1978.) je bio austrijsko-američki matematičar i logičar, koji je 1931. godine dokazao kompletnost prvog reda infinitezimalnog računa funkcija. Zatim je uslijedio njegov rad Über formal unentscheidbare Sätze der 'Principia Mathematica' und verwandter Systeme (O formalnoj neodređenosti postavki u "Principima matematike" i odnosnim sistemima), u kojem je dokazao prvu od svoje dvije poznate teoreme nekompletnosti. Ovaj rad, koji datira od 17. studenog 1930. godine, izvorno je objavljen na njemačkom jeziku 1931. godine u časopisu "Monatshefte für Mathematik".
1938. godine, Gödel je pokazao da se Cantorova hipoteza kontinuuma ne može opovrgnuti unutar standardne Zermelo–Fraenkel teorije skupova, čak ni ako joj se doda aksiom izbora. Američki matematičar Paul Cohen je 1963. godine šokirao matematičku zajednicu dokazavši da se hipoteza kontinuuma ne može ni dokazati unutar ZFC.
Gödel je rođen 28. travnja 1906, u Brnu tada u austrougarskoj pokrajini Moravskoj danas Češkoj u etničkoj njemačkoj obitelji Rudolfa Gödel, direktora tvornice tekstila i Marianne Gödel (rođene Handschuh). U vrijeme njegova rođenja u Brnu je većinski jezik bio njemački.